# Vackra Svarten

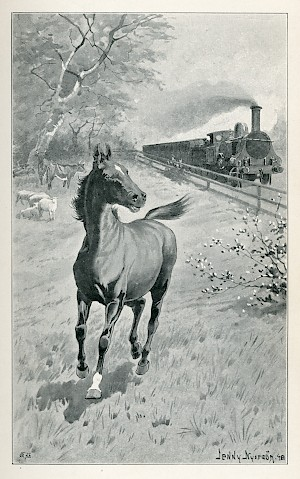
Illustration av Jenny Nyström, ur den svenska översättningen från 1891.

Vackra Svarten (originaltitel: Black Beauty) är en roman från 1877 av Anna Sewell. Den handlar om en svart hingst som föds under den senare delen av 1800-talet. Första svenska upplagan utkom 1891, i översättning av Henning Wendell och med illustrationer av Jenny Nyström.

## Historien
Han föds hos en kärleksfull ägare, men säljs och hans resa börjar. Under sitt liv får han möta olika människor, både goda och onda, och han säljs fram och tillbaka. 

## Stil och mottagande
Berättelsen är skriven med hästen som berättare, vilket gör det lätt att förstå vad som danar en god häst. Särskilt tiden som droskhäst i London, visar vad god omvårdnad kan göra i en tuff miljö. Boken är väldigt känd.
Boken blev under Apartheid-perioden i Sydafrikanska republiken bannlyst på grund av sin titel.
Den svenska översättningen, av Henning Wendell och med illustrationer av Jenny Nyström, kom för första gången 1891. Den trycktes i minst åtta upplagor.

## Översättningar (urval)
- Sewell, Anna; Wendell Henning, Nyström Jenny (1923). Vackra Svarten: historien om en häst berättad av honom själv (8. uppl.med teckningar af Jenny Nyström-Stoopendaal). Stockholm: Norstedt. Libris 1484258

## Bearbetningar
Filmversionen från 1971 har inte mycket gemensamt med boken mer än namnet. I denna film får istället hästen vara cirkushäst i Spanien, och i strid i Indien. Hästen är inte längre huvudperson, utan mer den röda tråden genom en vacker men stundtals ganska komisk film. Han återförenas mot slutet med Joe Green, som denna gång var med när Black Beauty föddes.

### Filmatiseringar
Boken har filmatiserats ett flertal gånger:
- 1946 – Black Beauty[2]
- 1971 – Black Beauty[3]
- 1972–1974 – The Adventures of Black Beauty, TV-serie[4]
- 1987 – Black Beauty[5]
- 1994 – Black Beauty. Hästen i huvudrollen Black Beauty spelades av Docs Keepin' Time, en American Quarter horse.[6]
- 2020 – Black Beauty[7]